# Terra Indígena Umariaçu
A Terra Indígena Tukuna Umariaçu é um território indígena brasileiro localizado no município de Tabatinga (Amazonas), habitado por comunidades da etnia Tikuna. O processo de demarcação ocorreu entre os anos de 1978 e 1998.

## Umariaçu
Desde 1970, Umariaçu vem sendo considerada uma das maiores comunidades indígenas Tikuna, por sua densidade populacional e concretude organizacional dentro do Alto Solimões. Os conflitos entre os Tikuna e os invasores não indígenas, como seringueiros, madeireiros, comerciantes, pescadores, agricultores e criadores de gado, sempre estiveram em evidência. A luta pelo domínio do território indígena começou a se intensificar nas décadas de 1970 e 1980, e ainda com a nova Constituição de 1988.
A questão da terra indígena e sua oficialização emergiu como um fator decisivo para as comunidades originárias de todo o Alto Solimões. Várias conquistas foram alcançadas, e uma delas foi a demarcação das terras de Umariaçu, que en no ano 2011 tinha 7.219 habitantes.

## Organização
Atualmente, a comunidade indígena Tikuna de Umariçu possui quatro organizações indígenas, que são: Associação de Artesãos e Cultura Indígena de Umariaçu (Aciu-Eware), Centro Indígena de Estudos e Pesquisas (Cinep), Instituto de Desenvolvimento e Assistência à Saúde e a Sociedade Indígenas (Idassi) e Organização Toru Mau i Mei (OTMM).